# Zoran Łazarowski
Zoran Łazarovski, mk. Зоран Лазаровски (ur. 26 grudnia 1980 w Skopju) – macedoński pływak, olimpijczyk. Brał udział w igrzyskach w roku 2000 (Sydney) i 2004 (Ateny). Nie zdobył żadnych medali.

## Letnie Igrzyska Olimpijskie 2000 w Sydney
| Konkurencja             | Eliminacje | Eliminacje | Ćwierćfinały          | Ćwierćfinały          | Półfinały             | Półfinały             | Finał                 | Finał                 |
| Konkurencja             | Czas       | Miejsce    | Czas                  | Miejsce               | Czas                  | Miejsce               | Czas                  | Miejsce               |
| ----------------------- | ---------- | ---------- | --------------------- | --------------------- | --------------------- | --------------------- | --------------------- | --------------------- |
| 200 m stylem motylkowym | 2:01,30    | 29.        | → Nie awansował dalej | → Nie awansował dalej | → Nie awansował dalej | → Nie awansował dalej | → Nie awansował dalej | → Nie awansował dalej |

## Letnie Igrzyska Olimpijskie 2004 w Atenach
| Konkurencja             | Eliminacje | Eliminacje | Ćwierćfinały          | Ćwierćfinały          | Półfinały             | Półfinały             | Finał                 | Finał                 |
| Konkurencja             | Czas       | Miejsce    | Czas                  | Miejsce               | Czas                  | Miejsce               | Czas                  | Miejsce               |
| ----------------------- | ---------- | ---------- | --------------------- | --------------------- | --------------------- | --------------------- | --------------------- | --------------------- |
| 200 m stylem motylkowym | 2;02,26    | 27.        | → Nie awansował dalej | → Nie awansował dalej | → Nie awansował dalej | → Nie awansował dalej | → Nie awansował dalej | → Nie awansował dalej |